# Attnang-Puchheim (stacja kolejowa)
Attnang-Puchheim (niem: Bahnhof Attnang-Puchheim) – stacja kolejowa w Attnang-Puchheim, w kraju związkowym Górna Austria, w Austrii. Znajduje się na Westbahn i Salzkammergutbahn. Jest stacją węzłową, na której zatrzymują się pociągi regionalne, pośpieszne, intercity, EuroCity, nocne oraz od 2008 Railjet. Została otwarta w 1860.